# THE WOMAN
THE WOMAN（ザ・ウーマン）は、日本の女子プロレスプロモーション。

## 歴史
2005年10月、全日本女子プロレスとGAEA JAPANの解散、進まない世代交代により、どん底に追い込まれた女子プロレス界を救うべく、メジャー女子プロレスAtoZを退団したGAMIのプロデュースによる期間限定興行として設立。現場監督にGAMI、現場助監督に植松寿絵が就任。
2006年1月6日、新木場1stRINGで旗揚げ戦「Vol.1〜For the future〜」を開催。11月23日、新木場1stRING大会「Vol.10〜Thanks〜」を最後に解散。